# كلية الهندسة (جامعة كفر الشيخ)

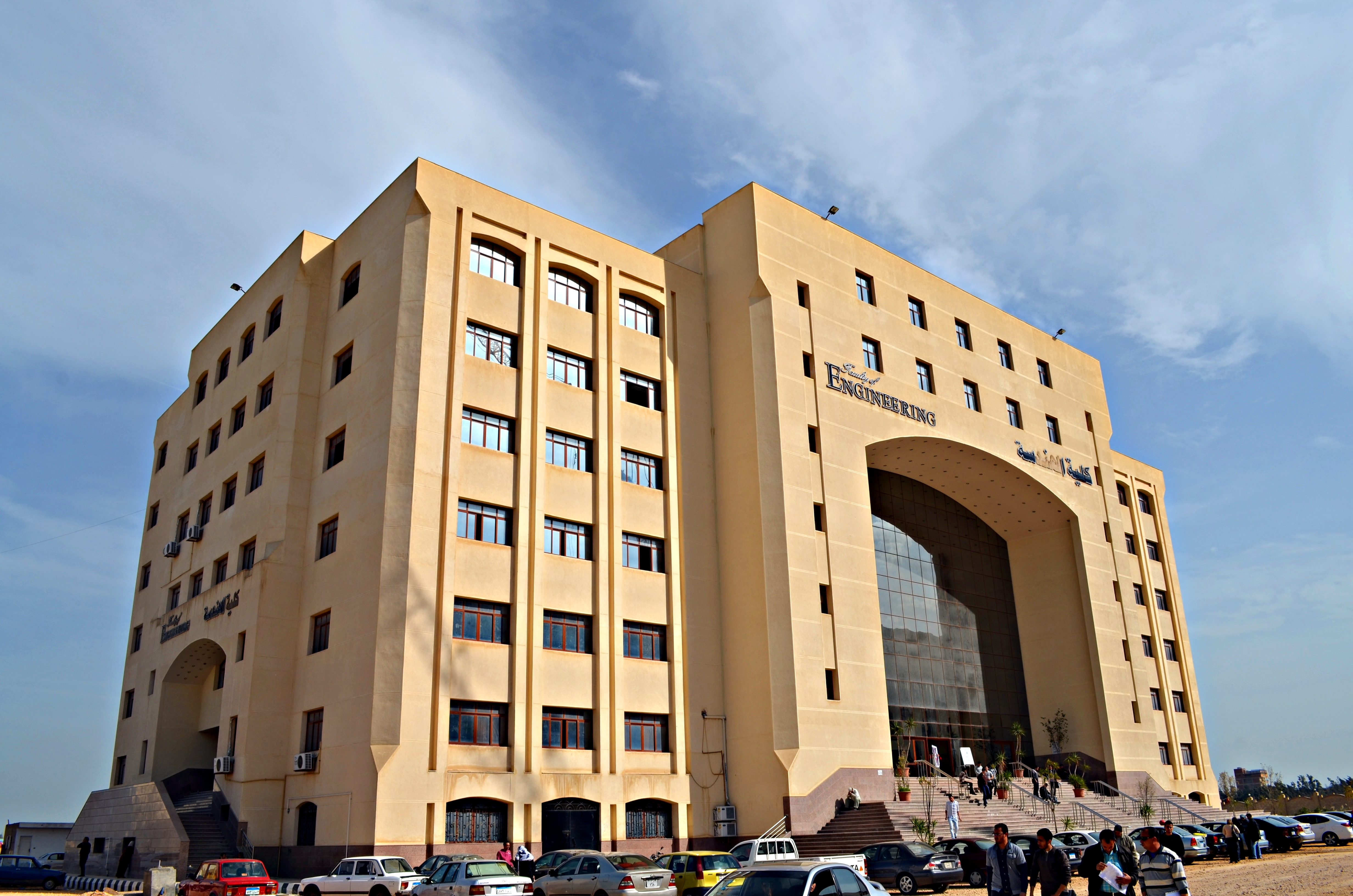
كلية الهندسة.

تأسست كلية الهندسة بجامعة كفر الشيخ كإحدى كليات الجامعة في أغسطس 1990 م، ومقرها حالياً داخل الحرم الجامعي.

## تاريخ الكلية
- صدر قرار السيد رئيس مجلس الوزراء رقم 1142 بتاريخ 25/11/1976 م بإنشاء كلية الهندسة ضمن كليات جامعة طنطا.
- أعلن في عام 1984م عن طلب أعضاء هيئة تدريس وهيئة معاونة للعمل بالكلية وتم تعيين عدد منهم بالفعل في أقسام الهندسة الكهربية والهندسة الميكانيكية والهندسة المدنية.
- لم تفتح الكلية أبوابها طوال السنوات التالية حتى بداية العام الجامعي 1990/1991 م وذلك لعدم وجود مبنى مناسب وعدم توافر الإمكانات المادية لتجهيز ورش ومعامل الكلية.
- تأسست الكلية كإحدى كليات جامعة كفر الشيخ في أغسطس 1990 م بناءً علي عرض تقدمت به محافظة كفر الشيخ لافتتاح كلية الهندسة بها وأهدت المحافظة المبنى الحالي لتبدأ به الدراسة بكلية الهندسة، وافقت اللجنة المشكلة من قبل وزير التعليم العالي علي المبنى ليكون مقراً مؤقتاً تبدأ به الدراسة.
- بدأت الدراسة بالكلية بالفرقة الإعدادية في يوم السبت الموافق 27/10/1990 م وطبقت الكلية اللائحة الداخلية لكلية الهندسة بجامعة عين شمس.
- صدرت موافقة الوزير علي تطبيق اللائحة الداخلية الحديثة للكلية بتاريخ 17/9/2007 م.
- تم افتتاح المبنى الجديد لكلية الهندسة داخل الحرم الجامعي في الربع الأول لعام 2010.

## أقسام الكلية
الأقسام العلمية في الكلية هي:
- الهندسة المعمارية
- الهندسة المدنية
- الهندسة الكهربائية، وفيها أقسام:
  - الحاسبات والتحكم الآلي
  - الاتصالات والإلكترونيات
  - القوى والآلات الكهربية
- الهندسة الميكانيكية، وفيها أقسام:
  - هندسة القوى الميكانيكية
  - هندسة الإنتاج والتصميم الميكانيكي

## وصلات خارجية
- موقع كلية الهندسة جامعة كفر الشيخ